# Arsenicum album
L'arsenicum album (dal latino arsenicum: arsenico e album: bianco; arsenico bianco) è  una sostanza utilizzata in omeopatia

## Utilizzi

### Medicina alternativa e complementare
In omeopatia viene utilizzato, in piccolissime dosi, contro avvelenamenti da cibo quando si manifestano vomito, febbre alta, dolori, gastrite e diarrea, allergie e disturbi emotivi quali depressione, ansietà e inquietudine. Inoltre è stato sperimentato contro lo stesso avvelenamento da arsenico. 